# Liga de Campeones de la CAF 1998
La Liga de Campeones de la CAF de 1998 fue la edición 34 del torneo anual de fútbol a nivel de clubes de África organizado por la CAF.
El ASEC de Costa de Marfil derrotó en la finall al Dynamos FC de Zimbabue para proclamarse campeón por primera vez.

## Ronda Preliminar
| Equipo 1            | Agr. | Equipo 2             | Ida | Vuelta |
| ------------------- | ---- | -------------------- | --- | ------ |
| St Michel United    | 2–8  | Coffee FC            | 1–0 | 1–8    |
| Rayon Sport FC      | 8–1  | Maniema FC           | 6–1 | 2–01   |
| Telecom Wanderers   | 4–1  | BDF XI               | 3–0 | 1–1    |
| Mbabane Swallows    | 1–6  | RLDF                 | 1–4 | 0–2    |
| Mdlaw Megbi         | 0–2  | Utalii               | 0–1 | 0–1    |
| SS Saint-Louisienne | 1–3  | Sunrise Flacq United | 1–2 | 0–1    |
| Deportivo Mongomo   | w/o  | Munisport            | 2   |        |
| Wallidan FC         | 0–2  | AS Douanes           | 0–0 | 0–2    |
| Mogas 90 FC         | w/o  | East End Lions       | 3   |        |
| Tourbillon FC       | w/o  | AS Tempête Mocaf     | 4   |        |

1 el Maniema abandonó el torneo después del primer partido. 

2 el Munisport abandonó el torneo. 

3 el East End Lions abandonó el torneo. 

4 el AS Tempête Mocaf fue descalificado por no pagar la cuota de entrada al torneo.

## Primera Ronda
| Equipo 1              | Agr.     | Equipo 2              | Ida | Vuelta |
| --------------------- | -------- | --------------------- | --- | ------ |
| Coffee                | 3–3 (v.) | Al-Ahly               | 1–1 | 2–2    |
| Rayon Sport           | 3–3 (v.) | Young Africans        | 2–2 | 1–1    |
| Telecom Wanderers     | 2–4      | Dynamos               | 1–2 | 1–2    |
| Sunrise Flacq United  | 0–4      | Ferroviário de Maputo | 0–4 | 0–0    |
| Kampala City          | 1–3      | Power Dynamos         | 0–1 | 1–2    |
| Lesotho Defence Force | 4–5      | Manning Rangers       | 3–3 | 1–2    |
| Utalii                | 4–3      | Al-Merrikh            | 4–0 | 0–3    |
| CI Kamsar             | 3–5      | Étoile du Sahel       | 1–2 | 2–3    |
| Deportivo Mongomo     | 3–13     | Petro Atlético Luanda | 1–4 | 2–9    |
| Eagle Cement          | 4–3      | Vita Club             | 4–1 | 0–2    |
| RC Bobo               | 2–4      | ASEC Mimosas          | 1–0 | 1–4    |
| Dynamic Lomé          | 5–9      | FC 105 Libreville     | 3–3 | 2–6    |
| Douanes               | 2–1      | CS Constantine        | 2–1 | 0–0    |
| Mogas 90              | 1–6      | Raja Casablanca       | 0–0 | 1–6    |
| Tourbillon            | 1–4      | Coton Sport           | 0–0 | 1–4    |
| Djoliba               | 0–1      | Hearts of Oak         | 0–0 | 0–1    |

## Segunda Ronda
| Equipo 1       | Agr.       | Equipo 2              | Ida | Vuelta |
| -------------- | ---------- | --------------------- | --- | ------ |
| Coffee         | 3–8        | Young Africans        | 2–2 | 1–6    |
| Dynamos        | 2–1        | Ferroviário de Maputo | 1–1 | 1–0    |
| Power Dynamos  | 0–4        | Manning Rangers       | 0–2 | 0–2    |
| Utalii         | 1–1 (pen.) | Étoile du Sahel       | 1–0 | 0–1    |
| Petro Atlético | 0–3        | Eagle Cement          | 0–1 | 0–2    |
| ASEC Mimosas   | 4–2        | FC 105 Libreville     | 2–0 | 2–2    |
| Douanes        | 1–2        | Raja Casablanca       | 1–0 | 0–2    |
| Coton Sport    | 2–2 (v.)   | Hearts of Oak         | 2–1 | 0–1    |

## Fase de grupos

### Grupo A
| Pos. | Equipo         | Pts. | PJ | G | E | P | GF | GC | Dif. | Clasificación |     | DYN | HEA | ESS | EAG |
| ---- | -------------- | ---- | -- | - | - | - | -- | -- | ---- | ------------- | --- | --- | --- | --- | --- |
| 1    | Dynamos Harare | 10   | 6  | 3 | 1 | 2 | 6  | 3  | +3   | Final         |     | —   | 0–1 | 1–0 | 3–0 |
| 2    | Hearts of Oak  | 10   | 6  | 3 | 1 | 2 | 7  | 6  | +1   |               |     | 1–1 | —   | 3–2 | 1–0 |
| 3    | ES Sahel       | 9    | 6  | 3 | 0 | 3 | 11 | 7  | +4   |               | 1–0 | 2–1 | —   | 5–0 |     |
| 4    | Eagle Cement   | 6    | 6  | 2 | 0 | 4 | 3  | 11 | −8   |               | 0–1 | 1–0 | 2–1 | —   |     |

 Fuente: 

### Grupo B
| Pos. | Equipo          | Pts. | PJ | G | E | P | GF | GC | Dif. | Clasificación |     | ASEC | MAN | RCA | YOU |
| ---- | --------------- | ---- | -- | - | - | - | -- | -- | ---- | ------------- | --- | ---- | --- | --- | --- |
| 1    | ASEC Mimosas    | 13   | 6  | 4 | 1 | 1 | 10 | 4  | +6   | Final         |     | —    | 3–1 | 1–1 | 2–1 |
| 2    | Manning Rangers | 10   | 6  | 3 | 1 | 2 | 9  | 6  | +3   |               |     | 1–0  | —   | 1–0 | 4–0 |
| 3    | Raja Casablanca | 8    | 6  | 2 | 2 | 2 | 12 | 7  | +5   |               | 0–1 | 2–1  | —   | 6–0 |     |
| 4    | Young Africans  | 2    | 6  | 0 | 2 | 4 | 5  | 19 | −14  |               | 0–3 | 1–1  | 3–3 | —   |     |

 Fuente: 

## Final
| Equipo 1   | Agr. | Equipo 2     | Ida | Vuelta |
| ---------- | ---- | ------------ | --- | ------ |
| Dynamos FC | 2–4  | ASEC Mimosas | 0–0 | 2–4    |

### Ida
| 28-11-1998 | Dynamos Harare | 0–0 | ASEC Mimosas | National Sports Stadium, Harare                        |  |
|            |                |     |              | Asistencia: 45,000 espectadores Árbitro(s): Karim Daho |  |

### Vuelta
| 12-12-1998 | ASEC Mimosas                          | 4–2 | Dynamos Harare          | Stade Félix Houphouët-Boigny, Abiyán                     |                                                          |
|            | - Kamara 30' 38' - Sié 43' - Zaki 52' |     | - Phiri 60' - Owusu 81' | Asistencia: 50,000 espectadores Árbitro(s): Mourad Daami | Asistencia: 50,000 espectadores Árbitro(s): Mourad Daami |

## Campeón
| Bandera de Costa de Marfil |
| ASEC Mimosas 1º título     |

## Goleadores
| # | Nombre              | Equipo              | Goles |
| - | ------------------- | ------------------- | ----- |
| 1 | Aseged Tesfaye      | Ethiopian Coffee SC | 6     |
| 1 | Reda Ereyahi        | Raja Casablanca     | 6     |
| 3 | Mustapha Moustawdaa | Raja Casablanca     | 4     |
| 4 | Zico                | Petro Atlético      | 3     |
| 4 | Musa                | Eagle Cement        | 3     |